# Pseudonacaduba sichela
The African line blue or dusky blue (Pseudonacaduba sichela) là một loài bướm ngày thuộc họ Bướm xanh. Nó được tìm thấy ở Africa, phía nam Sahara.
Sải cánh dài 25–28 mm đối với con đực và 25–27 mm đối với con cái. Con trưởng thành bay từ tháng 10 đến tháng 5.
Ấu trùng có thể ăn Mundulea sericea.

## Phụ loài
- Pseudonacaduba sichela sichela (Africa, phía nam Sahara)
- Pseudonacaduba sichela reticulum (Mabille, 1877) (Madagascar)